# Караванке
Караванке (у Словенији познате и као Крањско горје, словен. Kranjsko gorovje) су планински венац јужних кречњачких алпа. Дужином од око 120 километара, којом дели Аустрију и Словенију, спада у најдуже венце у Европи.

## Име
Још у античко доба, за живота Клаудија Птоломеја, знало се за име Караванке, иако се у данашњем смислу није употребљавало. У средњем веку, овај планински венац су назвали на латинском језику Creines mons, тј. Крањско горје (словен. Kranjsko gorovje). Од 19. века до данас, поново се користи старо име Караванке.

## Географија
Караванке се распростиру у смеру исток-запад, од италијанског Трбижа, што прадставља тромеђу Италије, Аустрије и Словеније, формирајући границу других двеју држава, до Пеце, те унутар Словеније до Словењ Градеца - Уршље горе у дужини од око 120 километара. Са северне стране, у Аустрији, простире се долина реке Драве, чији ток даље наставља кроз Словенију. Са јужне стране, Караванке и Јулијске алпе дели долина реке Саве, док источне крајеве ограђују Камничко-Савињски Алпи и Похорје.
Заједно са Зиљским и Карнијским алпима, Караванке чине дравску планинску групу.

### Подела
Словеначки део Караванског горја има следећу поделу:
- Северне Караванке,
- Средње-караванско подоље,
- Западне Караванке,
- Источне Караванке,
- Јужне Караванке,
- Межичко-Солчавске Караванке,
- Витањско-Коњичке Караванке.[3]

Највиши врх је Стол са 2236 метара надморске висине.

## Природне одлике
Караванско горје одликују стрме падине, тако се у неким деловима образују такозвани природни амфитеатри, као што су долина Поден и Медведји дол. Такође постоје и клисуре од којих је најупечатљивија Довжанова клисура над Тржичем, док је са аустријске стране, најдубљи усек Чепа.
Право чудо природе представљају поља Нарциса, које староседеоци називају „Кључавнице”, које расту у Планини под Голицом, Јаворском ровту и на самом врху Голици. У пролеће када процветају, густо се распростране, одајући утисак као да је снег поново пао.

## Саобраћај
Караванке скупа са Камничко-Савињским Алпима формирају природну границу измећу Аустријске Корушке и Горењске регије у Словенији.
Најзначајнији трговински пут који спаја западну и југоисточну Европу пролази овуда. Вековима се прелазило, из данашње Словеније у Аустрију, преко планинског превоја Љубељ (1370 m.н.в), који је стар 300 година. Други превој јесте Језерски врх (1218 m.н.в).
Испод Караванки се данас може проћи кроз 3 тунела, најстарији је железнички тунел „Караванке” дуг 7967 m, изграђен 1906. године, друмски тунел „Љубељ” дуг 1566 m, и најмлађи ауто-путни тунел „Караванке” дуг 7864 m, чија се друга цев и данас гради.
За бржи пут према Филаху и Немачкој користи се тунел Караванке, док се тунел Љубељ користи као регионални пут између Клагенфурта и Љубљане.

## Највиши врхови Караванског горја
Подебљани врхови се налазе у обе државе.

### Врхови у Словенији
- Стол (2236 m н. в.),
- Вртача (2180 m н. в.),
- Кепа (2143 m н. в.),
- Кошута (2133 m н. в.),
- Пеца (2126 m н. в.),
- Велики врх (у Кошути) (2088 m н. в.),
- Бегуњшчица (2063 m н. в.),
- Кошутица (1968 m н. в.),
- Довшка Баба (1892 m н. в.),
- Голица (1835 m н. в.),
- Клек (1754 m н. в.),
- Уршља Гора (1699 m н. в.).

### Врхови у Аустрији
- Вртача (Vertatscha) (2180 m н. в.),
- Крављи врх (Kuhberg) (2026 m н. в.),
- Козјак (Kosiak) (2024 m н. в.),
- Кошутица (Loibler Baba) (1968 m н. в.),
- Клајнобир (Kleinobir) (1948 m н. в.),
- Баренталска кочна (Bärntaler Kotschna) (1944 m н. в.)
- Сетиче (Freiberg) (1923 m н. в.),
- Грловец (Ferlacher Horn) (1840 m н. в.),
- Маченски врх (Matschacher Gupf) (1691 m н. в.),
- Црни врх (Schwarzer Gupf) (1688 m н. в.).[4][5]